# Företagskapital AB
Företagskapital AB var ett riskkapitalföretag som grundades 1973 av svenska staten. Svenska staten ägde hälften av företaget och den andra hälften ägdes av nio banker. Syftet var att ta minoritetsägande och medverka i privata företag. År 1993, tjugo år senare, sålde staten och sju av bankerna sitt ägande till Atle Förvaltnings AB.